# كلارا بايرون
كلارا بايرون (بالإنجليزية: Antoinette Byron)‏ هي ممثلة أسترالية، ولدت في 1962 في سيدني في أستراليا.

## وصلات خارجية
- كلارا بايرون على موقع IMDb (الإنجليزية)
- كلارا بايرون على موقع قاعدة بيانات الفيلم (الإنجليزية)